# Châtel-de-Neuvre
Châtel-de-Neuvre è un comune francese di 555 abitanti situato nel dipartimento dell'Allier della regione dell'Alvernia-Rodano-Alpi.

## Società

### Evoluzione demografica
Abitanti censiti